# Pimpri-Csincsvád
Pimpri-Csincsvád (máráthi nyelven: पिंपरी चिंचवड, angolul: Pimpri-Chinchwad) város India területén, Mahárástra szövetségi államban, Púna városától kb. 15 km-re ÉNy-ra. Lakossága 1,73 millió fő volt 2011-ben.
Iparváros, vállalatai közül a legismertebbek a Bajaj Auto, Tata Motors, Kinetic, Bajaj Tempo, SKF (Svenska Kullagerfabriken).

## Fordítás
- Ez a szócikk részben vagy egészben  a   Pimpri-Chinchwad című angol Wikipédia-szócikk fordításán alapul.  Az eredeti cikk szerkesztőit annak laptörténete sorolja fel. Ez a jelzés csupán a megfogalmazás eredetét és a szerzői jogokat jelzi, nem szolgál a cikkben szereplő információk forrásmegjelöléseként.
- Ez a szócikk részben vagy egészben  a   Pimpri-Chinchwad című német Wikipédia-szócikk fordításán alapul.  Az eredeti cikk szerkesztőit annak laptörténete sorolja fel. Ez a jelzés csupán a megfogalmazás eredetét és a szerzői jogokat jelzi, nem szolgál a cikkben szereplő információk forrásmegjelöléseként.